# Door Kickers
Door Kickers – gra komputerowa z gatunku strategii czasu rzeczywistego, stworzona i wyprodukowana przez rumuńskie studio niezależne KillHouse Games. Tytuł pierwotnie został wydany na komputery osobiste z systemem Microsoft Windows i Linux, mając swoją premierę 20 października 2014 roku. Wersja na urządzenia z systemem iOS pojawiła się 24 czerwca 2015 roku, a na urządzenia z systemem Android - 4 września 2015 roku. 
Gracz wciela się w rolę członków elitarnego oddziału SWAT, walczących przeciwko wszelkiej maści przestępcom i terrorystom.